# Tylogonus auricapillus
Tylogonus auricapillus es una especie de araña saltarina del género Tylogonus, familia Salticidae. Fue descrita científicamente por Simon en 1902.
Habita en Ecuador.